# مهندس قتالي

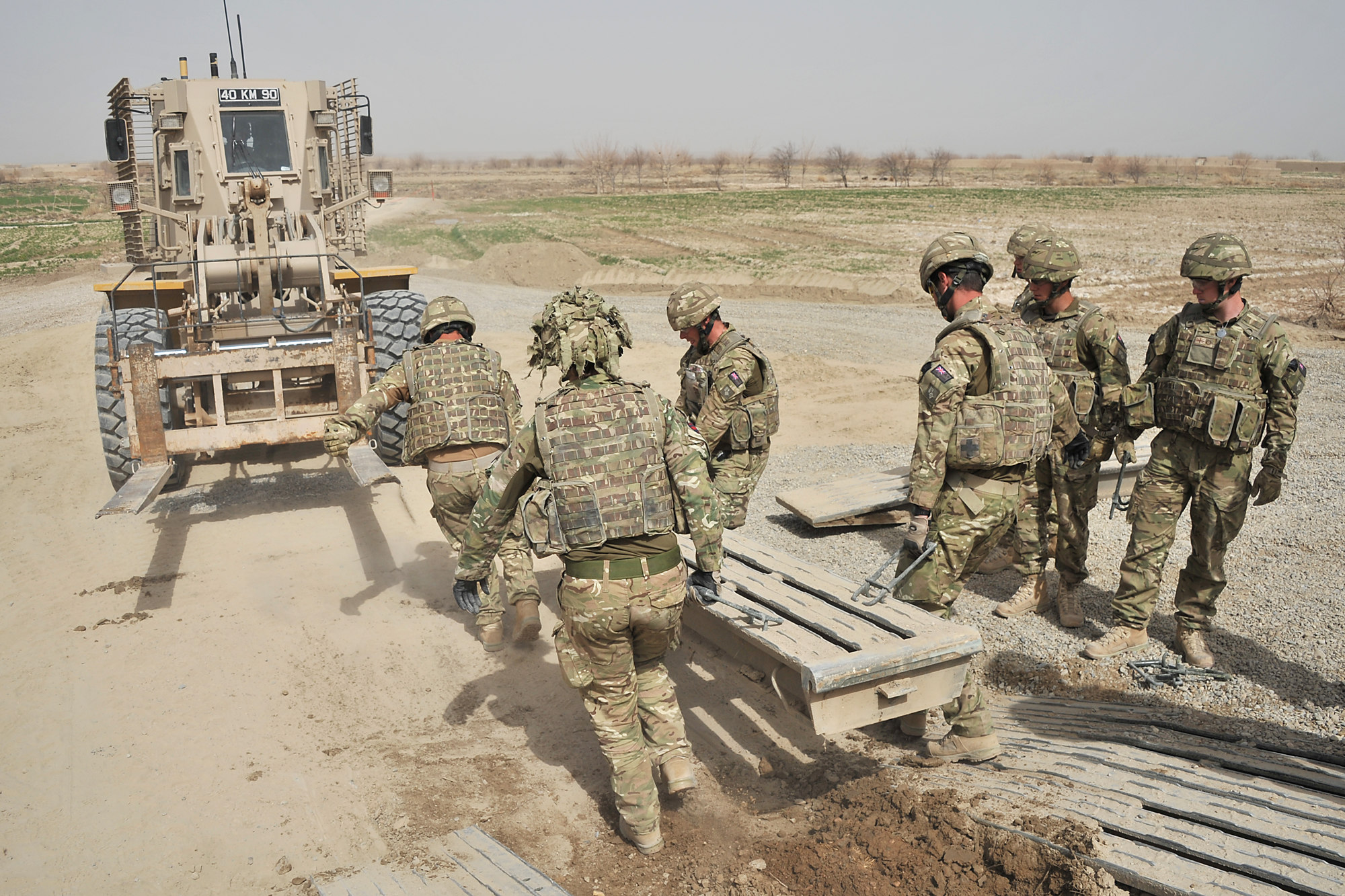
سلاح الهندسة البريطاني يقوم بإعداد موقع لجسر في أفغانستان

مهندس قتالي (يسمى مهندس عسكري ببعض الجيوش) وهو جندي متخصص ينفذ مجموعة متنوعة من البناء والهدم والمهام في ظل ظروف قتالية أو حربية. أهم أهدافه هي تسهيل حركة ودعم القوات الصديقة في أرض القتال وفي المقابل إعاقة حركة قوات العدو.
يُسهل المهندسون العسكريون حركة القوات الصديقة بينما يعيقون حركة العدو. كما أنهم يعملون على ضمان بقاء القوات الصديقة، وبناء مواقع القتال مثل التحصينات، والطرق، بالإضافة إلي مهام الهدم وتطهير حقول الألغام يدويًا أو من خلال استخدام مركبات متخصصة. تشمل أيضًا مهام الهندسة القتالية بناء أو إختراق الخنادق وفخاخ الدبابات وغيرها من العوائق والتحصينات ووضع العوائق وبناء المخابئ وتطهير الطريق والاستطلاع وبناء أو تدمير الجسور والطرق ووضع وإزالة الألغام الأرضية. يتم تدريب المهندسين العسكريين أيضًا على تكتيكات المشاة، وعند الحاجة، يعملون كقوات مشاة مؤقتة.

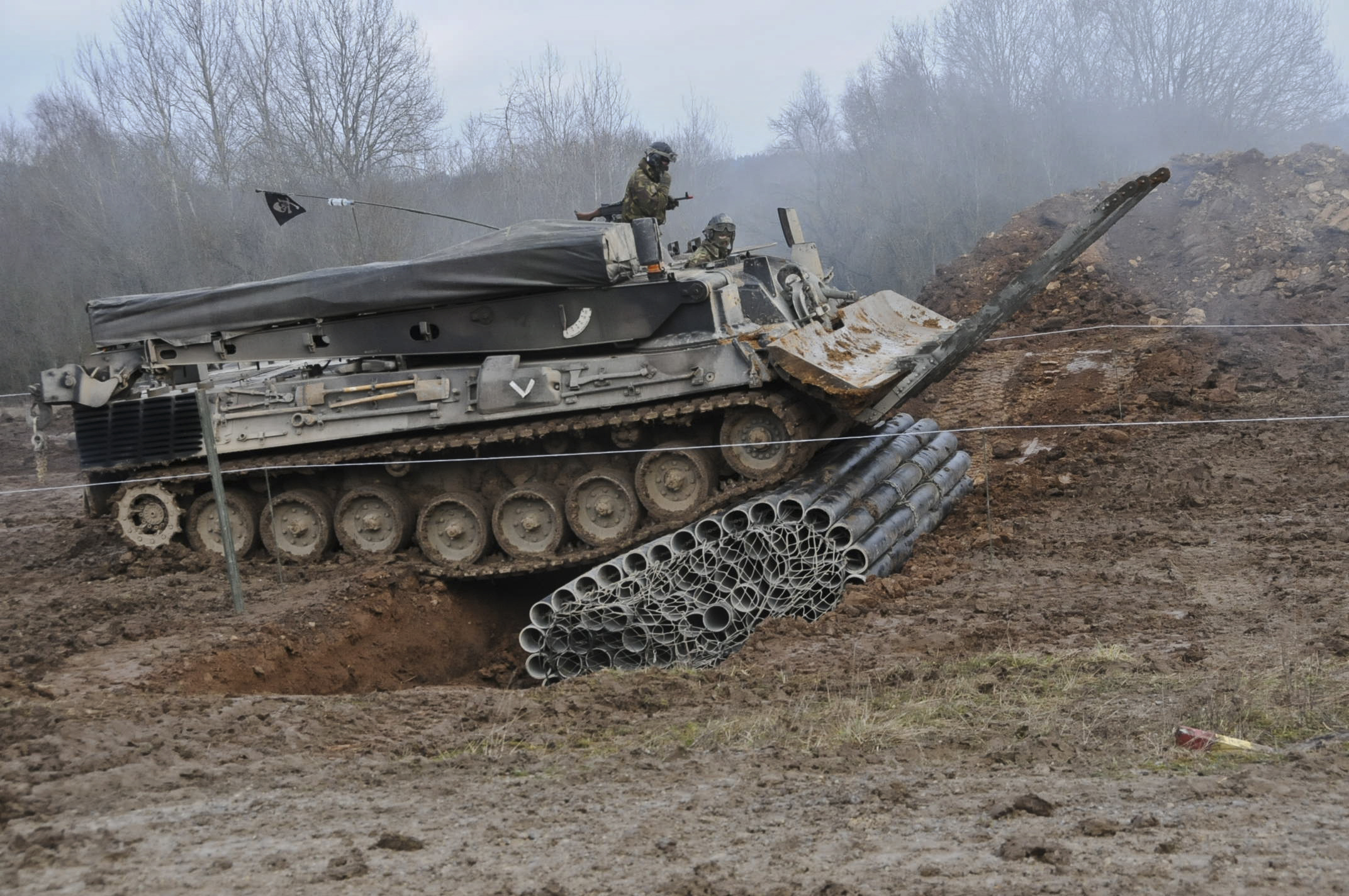
آلية تساعد في عبور خندق

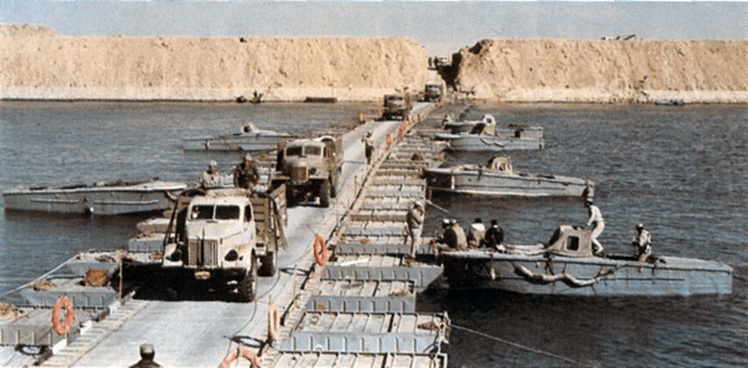
سلاح المهندسين خلال عبور قناة السويس